# Herb Meklemburgii-Pomorza Przedniego
Herb Meklemburgii-Pomorza Przedniego (niem. Landeswappen Mecklenburg-Vorpommerns) – herb niemieckiego kraju związkowego Meklemburgia-Pomorze Przednie. Występuje w dwóch wersjach: jako herb wielki i herb mały:

Herb wielki

Herb mały

## Herb wielki
Herb wielki  (Großes Landeswappen) jest czteropolowy i ukazuje w pierwszym i czwartym polu głowę tura w złotym polu, w drugim polu gryfa i w trzecim czerwonego orła Brandenburgii, oba w srebrnym polu. Głowa tura pojawia się dwa razy, gdyż Meklemburgia była przez wieki podzielona na dwa księstwa, Meklemburgię-Schwerin i Meklemburgię-Strelitz.

## Herb mały
Herb mały (Kleines Landeswappen)  jest dwupolowy przepołowiony i ukazuje w lewym złotym polu meklemburską głowę tura, a w prawym pomorskiego gryfa w srebrnym polu.
Oba herby  obecnego landu powstały dopiero po 1990 roku. Oficjalnie przyjęte zostały 30 stycznia 1991 roku.

## Symbole
Głowa tura była nieprzerwanie od roku 1219 do 1918 herbem władców Meklemburgii z dynastii obodryckiej, czerwony gryf od wczesnego średniowiecza herbem książąt pomorskich z dynastii Gryfitów, czerwony orzeł brandenburski był od 1170 herbem Marchii Brandenburskiej i wskazuje tu na części brandenburskiej krainy Uckermark, które należą obecnie do kraju związkowego Meklemburgia-Pomorze Przednie.